# David Berenbaum
David Berenbaum (5 giugno, 1983 ...) è un regista e sceneggiatore statunitense.
Ha partecipato a vari film: Zoom (2006), The Haunted Mansion (2003), Elf (2003) e Spiderwick - Le cronache (2008).